# رابرت گوردون-فینلیسون
رابرت گوردون-فینلیسون (انگلیسی: Robert Gordon-Finlayson؛ ۱۵ آوریل ۱۸۸۱ – ۲۳ مه ۱۹۵۶) فرد نظامی اهل بریتانیا بود. وی همچنین برندهٔ جوایزی همچون نشان حمام شده‌است.